# Platylygus piceicola
Platylygus piceicola är en insektsart som beskrevs av Kelton 1970. Platylygus piceicola ingår i släktet Platylygus och familjen ängsskinnbaggar. Inga underarter finns listade i Catalogue of Life.